# Општина Лозна (Салаж)
Лозна (рум. Lozna) општина је у Румунији у округу Салаж.
Oпштина се налази на надморској висини од 312 m.